# Campeonato Neerlandés de Fútbol 1916-17
El Campeonato Neerlandés de Fútbol 1916/17 fue la 29.ª edición del campeonato de fútbol de los Países Bajos. Participaron 35 equipos divididos en cuatro divisiones. El campeón nacional sería determinado por un grupo final formado con los ganadores de las divisiones de fútbol del este, norte, sur y oeste. Go Ahead ganó el campeonato de este año. 

## Nuevos participantes
Eerste Klasse Este:
- Promovido desde la 2ª división: SC Enschede

Eerste Klasse Norte: (nueva división)
- Achilles 1894, Be Quick 1887, Veendam, GSAVV Forward, LAC Frisia 1883, Velocitas 1897 y WVV Winschoten

Eerste Klasse Sur:
- Promovido desde la 2ª división: Zeelandia Middelburg

Eerste Klasse Oeste:
- Promovido desde la 2ª división: Blauw-Wit Amsterdam

## Divisiones

### Eerste Klasse Este
| Pos | Equipo             | PJ | PG | PE | PP | GF | GC | Pts | DG  | Notas                                     |
| --- | ------------------ | -- | -- | -- | -- | -- | -- | --- | --- | ----------------------------------------- |
| 1   | Go Ahead           | 16 | 10 | 3  | 3  | 37 | 8  | 23  | +29 | Clasificado al grupo final por el título. |
| 2   | SC Enschede        | 16 | 8  | 4  | 4  | 19 | 16 | 20  | +3  |                                           |
| 3   | Quick Nijmegen     | 16 | 9  | 1  | 6  | 23 | 13 | 19  | +10 |                                           |
| 4   | GVC Wageningen     | 16 | 6  | 5  | 5  | 29 | 25 | 17  | +4  |                                           |
| 5   | HVV Tubantia       | 16 | 6  | 4  | 6  | 22 | 31 | 16  | -9  |                                           |
| 6   | Be Quick Zutphen   | 16 | 4  | 6  | 6  | 26 | 27 | 14  | -1  |                                           |
| 7   | Vitesse            | 16 | 5  | 4  | 7  | 30 | 35 | 14  | -5  |                                           |
| 8   | Robur et Velocitas | 16 | 3  | 6  | 7  | 16 | 22 | 12  | -6  |                                           |
| 9   | Koninklijke UD     | 16 | 3  | 3  | 10 | 19 | 44 | 9   | -25 |                                           |

PJ = Partidos jugados; PG = Partidos ganados; PE = Partidos empatados; PP = Partidos perdidos; GF = Goles a favor; GC = Goles en contra; Pts = Puntos; DG = Diferencia de goles

### Eerste Klasse Norte
| Pos | Equipo          | PJ | PG | PE | PP | GF | GC | Pts | DG  | Notas                                     |
| --- | --------------- | -- | -- | -- | -- | -- | -- | --- | --- | ----------------------------------------- |
| 1   | Be Quick 1887   | 12 | 9  | 2  | 1  | 68 | 21 | 20  | +47 | Clasificado al grupo final por el título. |
| 2   | Velocitas 1897  | 12 | 6  | 3  | 3  | 50 | 29 | 15  | +21 |                                           |
| 3   | LAC Frisia 1883 | 12 | 6  | 1  | 5  | 36 | 29 | 13  | +7  |                                           |
| 4   | WVV Winschoten  | 12 | 5  | 2  | 5  | 21 | 36 | 12  | -15 |                                           |
| 5   | GSAVV Forward   | 12 | 3  | 3  | 6  | 21 | 28 | 9   | -7  |                                           |
| 6   | Achilles 1894   | 12 | 3  | 3  | 6  | 33 | 56 | 9   | -23 |                                           |
| 7   | Veendam         | 12 | 2  | 2  | 8  | 18 | 48 | 6   | -30 |                                           |

PJ = Partidos jugados; PG = Partidos ganados; PE = Partidos empatados; PP = Partidos perdidos; GF = Goles a favor; GC = Goles en contra; Pts = Puntos; DG = Diferencia de goles

### Eerste Klasse Sur
| Pos | Equipo               | PJ | PG | PE | PP | GF | GC | Pts | DG  | Notas                                     |
| --- | -------------------- | -- | -- | -- | -- | -- | -- | --- | --- | ----------------------------------------- |
| 1   | Willem II            | 14 | 13 | 1  | 0  | 53 | 5  | 27  | +48 | Clasificado al grupo final por el título. |
| 2   | NAC                  | 14 | 11 | 0  | 3  | 37 | 22 | 22  | +15 |                                           |
| 3   | Zeelandia Middelburg | 14 | 6  | 2  | 6  | 39 | 30 | 14  | +9  |                                           |
| 4   | CVV Velocitas        | 14 | 5  | 3  | 6  | 26 | 26 | 13  | 0   |                                           |
| 5   | MSV Maastricht       | 14 | 5  | 2  | 7  | 21 | 19 | 12  | +2  |                                           |
| 6   | MVV Maastricht       | 14 | 5  | 1  | 8  | 25 | 30 | 11  | -5  |                                           |
| 7   | RKVV Wilhelmina      | 14 | 5  | 0  | 9  | 20 | 42 | 10  | -22 |                                           |
| 8   | VVV Venlo            | 14 | 0  | 3  | 11 | 13 | 60 | 3   | -47 |                                           |

PJ = Partidos jugados; PG = Partidos ganados; PE = Partidos empatados; PP = Partidos perdidos; GF = Goles a favor; GC = Goles en contra; Pts = Puntos; DG = Diferencia de goles

### Eerste Klasse Oeste
| Pos | Equipo              | PJ | PG | PE | PP | GF | GC | Pts | DG  | Notas                                     |
| --- | ------------------- | -- | -- | -- | -- | -- | -- | --- | --- | ----------------------------------------- |
| 1   | UVV Utrecht         | 20 | 11 | 7  | 2  | 51 | 18 | 29  | +33 | Clasificado al grupo final por el título. |
| 2   | Sparta Rotterdam    | 20 | 12 | 4  | 4  | 42 | 40 | 28  | +2  |                                           |
| 3   | HVV Den Haag        | 20 | 10 | 4  | 6  | 44 | 23 | 24  | +21 |                                           |
| 4   | Blauw-Wit Amsterdam | 20 | 9  | 5  | 6  | 34 | 27 | 23  | +7  |                                           |
| 5   | VOC                 | 20 | 7  | 5  | 8  | 35 | 35 | 19  | 0   |                                           |
| 6   | HFC Haarlem         | 20 | 9  | 1  | 10 | 35 | 47 | 19  | -12 |                                           |
| 7   | DFC                 | 20 | 8  | 2  | 10 | 44 | 47 | 18  | -3  |                                           |
| 8   | HBS Craeyenhout     | 20 | 7  | 4  | 9  | 32 | 41 | 18  | -9  |                                           |
| 9   | HC & CV Quick       | 20 | 6  | 5  | 9  | 29 | 39 | 17  | -10 |                                           |
| 10  | Koninklijke HFC     | 20 | 5  | 4  | 11 | 29 | 35 | 14  | -6  |                                           |
| 11  | USV Hercules        | 20 | 4  | 3  | 13 | 20 | 43 | 11  | -23 |                                           |

PJ = Partidos jugados; PG = Partidos ganados; PE = Partidos empatados; PP = Partidos perdidos; GF = Goles a favor; GC = Goles en contra; Pts = Puntos; DG = Diferencia de goles

### Grupo final por el título
| Pos | Equipo        | PJ | PG | PE | PP | GF | GC | Pts | DG  |
| --- | ------------- | -- | -- | -- | -- | -- | -- | --- | --- |
| 1   | Go Ahead      | 6  | 5  | 1  | 0  | 15 | 7  | 11  | +8  |
| 2   | UVV Utrecht   | 6  | 3  | 1  | 2  | 12 | 5  | 7   | +7  |
| 3   | Willem II     | 6  | 2  | 1  | 3  | 11 | 12 | 5   | -1  |
| 4   | Be Quick 1887 | 6  | 0  | 1  | 5  | 8  | 22 | 1   | -14 |

PJ = Partidos jugados; PG = Partidos ganados; PE = Partidos empatados; PP = Partidos perdidos; GF = Goles a favor; GC = Goles en contra; Pts = Puntos; DG = Diferencia de goles
|                              |
| Campeón Go Ahead 1.er título |